# Ramsø
Ramsø est une municipalité du département de Roskilde, dans l'est du Danemark.